# Tazerwalt
Tazerwalt o Tazarwalt (francès Tazeroualt) és un districte de la part sud-oest del Marroc a l'Anti Atles. Mesura uns 400 km² i està regat per uadi del mateix nom, afluent de l'Assif Massa.

## Història
La regió fou ocupada per berbers Masmuda però no s'esmenta fins al temps del xerif idríssida Sayyid Ahmad al-Musa (أحمد بن موسى السملالي) un santó que va morir el 1563. La seva tomba (que inclou també a alguns descendents) és un lloc de pelegrinatge i d'una fira que es fa a l'avui anomenada Sidi Ahmad u-Musa a 44 km a l'est de Tiznit. El besnet del santó, el marabut Ali Abu Damia conegut com a Abu Hassun, va aconseguir el poder polític local i va esdevenir el cap de la zawiya del Tazerwalt el 1613 aprofitant l'afebliment de la dinastia sadita a la mort d'Àhmad al-Mansur (1603). El 1625 va fer fortificar la població d'Iligh que va esdevenir la seva capital. Va dominar el comerç saharià occidental amb l'ajut de jueus i va dominar extensos territoris a l'Atles a la meitat del segle arribant a dominar el Sus i la regió pre-sahariana entre l'Assif Souss i l'Assif Draa; va morir el 1659. La dinastia alauita sorgida al Sus va acabar amb el poder polític de la zawiya de Tazerwalt quan Mulay al-Rashid va destruir Iligh el 1670 i va dispersar cap al Sàhara als hereus d'Ali Abu Damia.
Al final del segle xviii la família marabútica dels Abu Damia tornava a Iligh sota el xerif Hashim ibn Ali i restablia el seu poder local. Hashim fou assassinat el 1825 però el seu fill Husayn ibn Hashim va seguir la seva obra. Aprofitant els jueus d'Iligh i les dues fires (mawsim) que es feien a la ciutat va convertir la ciutat en el major centre de negocis del Marroc sud-occidental, dominant el comerç saharià i comerciant també amb els europeus pel port d'Essaouira; Husayn reconeixia la sobirania i l'autoritat espiritual dels sultans alauites però de fet fou independent. El 1882 i 1886 el sultà Mulay Hasan va fer expedicions al Sus i en la segona d'aquestes el sultà va aprofitar per establir (restablir) la seva sobirania sobre el Tazerwalt i Husayn va morir. Iligh fou la capital administrativa de la regió del sud-oest que comprenia també el Sus al-Aksa. El 1884 es va construir un nou mausoleu dedicat a Sayyid Ahmad al-Musa que va substituir a l'existent.
El 1912 el pretendent Ahmad al-Hiba va resistir als francesos i va tenir com a centre d'operacions el Tazerwalt i el Sus. El conflicte va tallar el comerç amb els ports de la costa. Finalment el 1934 tot el Sus al-Aksa amb el Tazerwalt va quedar sotmès als francesos. Al cens de 1936 la regió de Tazerwalt apareix amb 1906 habitants musulmans i 220 jueus. Després de la independència la població sorgida a l'entorn de la tomba de Sayyid Ahmad al-Musa, anomenada Sidi Ahmad u-Musa, va esdevenir el centre administratiu, mentre la tomba continuava sent lloc de pelegrinatge (67.000 peregrins el 1981). Iligh fou comercialment i administrativament eliminada quan es va suprimir el seu mercat setmanal i entre 1956 i 1960 van emigrar els jueus cap a Israel.